# Clivus
De clivus is de hellende beenvlakte achter het dorsum sellae, gevormd door de kruising van de achterzijde van het corpus van het os sphenoides (wiggenbeen) met de bovenste zijde van het basale deel van het os occipitale. De clivus geeft ondersteuning aan de pons.
Soms wordt het toevoegsel Blumenbachi bij de naamgeving gebruikt, verwijzend naar de Duitse dokter en fysioloog Johann Friedrich Blumenbach (1752-1840), die veel onderzoek deed naar schedels.

## Klinische relevantie
Op laterale röntgenfoto's van de nekwervels kan over de clivus een lijn worden doorgetrokken, de zogenaamde Wackenheim's clivus line, om de stand van de nekwervels te evalueren. Deze lijn moet namelijk door de dens van de axis lopen of deze raken.